# Jardin remarquable

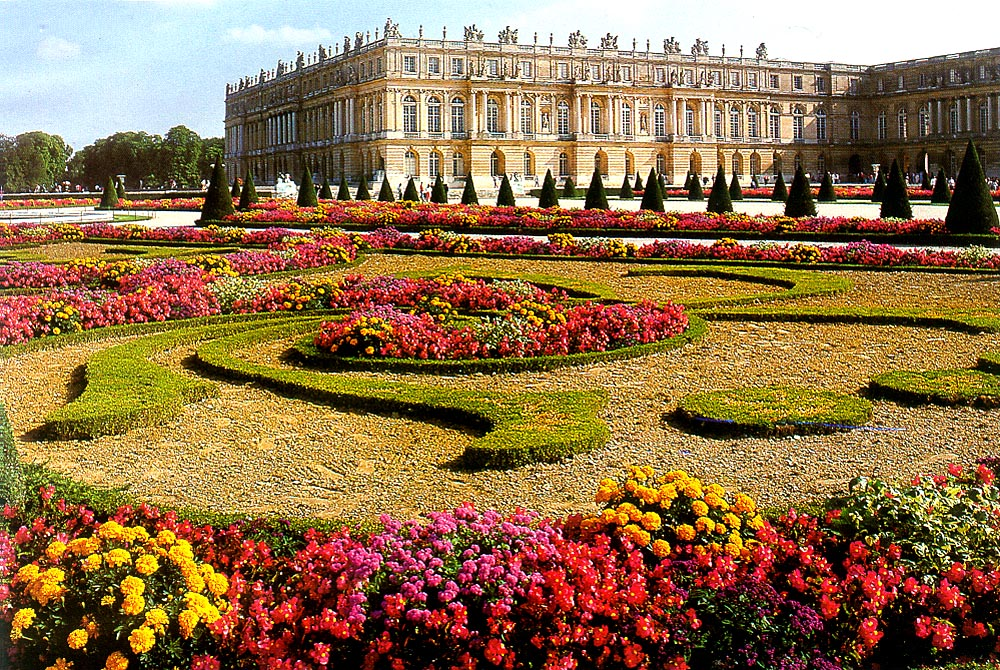
Jardin remarquable, zahrady zámku Versailles

Jardin remarquable je ocenění zahrad ve Francii.
Ocenění začala udělovat roku 2003 Národní rada parků a zahrad (ve francouzštině: Conseil national des parcs et jardins). Kromě veřejných může být toto ocenění uděleno také zahradám soukromým.
Do seznamu oceněných zahrad patří např. Jardins de l'Imaginaire v Terrasson-Lavilledieu nebo zahrady zámku Villandry.
K 30. červnu 2012 neslo toto označení 379 zahrad po celé Francii.